# Enki

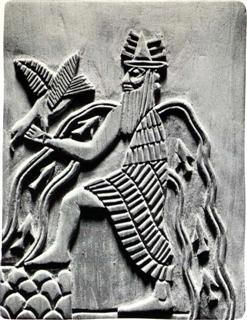
Enki met de adelaar op zijn rechterarm

Enki was een van de belangrijkste goden in het pantheon van Mesopotamië. Hij wordt door de Babyloniërs Ea genoemd, maar is meer bekend onder zijn Sumerische naam Enki. Hij is de god van de afgrond of het diep(e water), de abzu, de belangrijkste (zoet)watergod en de god van de wijsheid in de Sumerische mythologie. Hij is gekleed in de huid van een vis (karper). Ea was ook bij de Hettieten de god van de wijsheid. Zijn vrouw is Ninhursag (Ninmah, Mama, Damkina). Mardoek (Bel, Baäl) is zijn zoon en mogelijk zijn ook Inanna en Dumuzi (Tammuz, Attis, Adonis) zijn kinderen.
Er is een mogelijk verband tussen Enki-Ea, de god Ya (Zie hiervoor ook Ebla en Shasu), Oannes en Dagon.
Enki was de zoon van Nammu en Anu en de vader van onder anderen Marduk en Nanshe. Hij wordt met verschillende vrouwen in verband gebracht, waaronder Ninmah (zijn eega of rivale) en volgens de Enkicyclus hield hij er zelfs incestueuze relaties op na. Zijn mannelijkheid wordt sterk benadrukt. Hij wordt geassocieerd met de Hemelstier, vestigde de wereldorde, was bewaarder van de Me (wetten), god van magie en beschaving. In de latere Babylonische mythologie heet hij de god van verstand en ambacht te zijn. Enki verloor de Me aan zijn dochter Innanna, die ze op haar beurt kwijtraakte aan Shukaletuda, de tuinman, die Enki had aangesteld over zijn dadelpalm. Tijdens haar slaap onder de palmboom maakte Shukaletuda misbruik van Inanna en nam de wetten mee.
Na An en Enlil is hij derde in grootte van de godenwereld. Hij is de uitvoerende godheid van de wil van Enlil. Het is dan ook Enki die orde aanbrengt in de wereld in de mythe Enki en de wereldorde. Hij stelt vele mindere goden aan om als beschermers van bepaalde zaken op te treden.
Enki was een van de machtigste goden van het pantheon. Hij staat vooral bekend als een ordende god en god van de wijsheid. Enki verbleef in tegenstelling tot de andere goden, niet in de hemel maar in het Apsu of zoete water. Hij was ook de god van de vruchtbaarheid en van het genezend water en zo ook van de bezweringen. Enki was de god van het genezend water geworden toen hij de oergod Apsu had vernietigd. Volgens het Babylonische scheppingsverhaal had Enki hem met een spreuk in slaap getoverd en dan afgemaakt.
Enki schiep de mensen door klei te mengen met het bloed van de opstandeling igigu Kingu, de zoon van Tiamat. Kingu en de igigi (draken) waren door Mardoek, de leider van de annunaki overwonnen. De mensen moesten de rol van de igigi als dienaren van de annunaki overnemen.
Volgens een Sumerische bron zegende Enki Nippur, "geboorteplaats van de goden", Ur, Meluhha (Ethiopië) en Dilmun (Bahrein) met overvloedige oogsten, kudden, edelmetalen en succes in de strijd. Op die plaatsen had hij ook tempels voor zijn cultus. Maar Enki, god van magie en beschaving, was niet over de mensen hun gedrag te spreken en besloot de tongen in hun mond van elkaar te vervreemden.
Volgens het mythologische Atrahasis epos was Enki de schepper van de mens, maar ook de redder van de mens. De goden wilden immers de mensheid vernietigen, maar Enki wierp zich steeds op als beschermer. Enki lichtte een trouwe volger, Atrahasis, ('de Bijbelse Noach uit Mesopotamië') in over de plannen van de Oppergoden om de mensheid (geschapen door Enki) te vernietigen met een zondvloed. De vloed die in de Soemerische, Assyrische, Babylonische, Griekse, Romeinse mythologie voorkomt alsmede in de Bijbel en de Koran, en die ook de Indiase Manu moest ondergaan. Manu werd van de vloed op de hoogte gebracht door de wijsheidsgod Vishnoe in zijn avatara (belichaming) als Matsya (vis).
Enki is ook de hoofdpersoon in een paradijsverhaal. Het paradijs wordt gesitueerd in Dilmun, hoewel dit land een werkelijk bestaande handelspartner van Sumer was, wordt Dilmun hier gezien als een land dat rein en klaar is en een land van de levenden waar sterfte onbekend is.
Sommige geleerden lezen in Adapa (de 'model-mens' van Enki) het Bijbelse Adama, of Adam.